# VAP
VAP, Inc. (株式会社バップ Kabushiki gaisha Bappu?) (iniciales de Video & Audio Project) es un estudio  japonés de animación y sello discográfico, situada en Chiyoda Tokio, Japón, subsidiaria de Nippon TV.

## Artistas en la actualidad
- Tokoro-Tion
- Hiroshi Miyakawa
- Chieko Kawabe
- Coldrain
- Galneryus
- Animals
- Animetal
- Maximum the Hormone
- Last Alliance
- Pay money To my Pain
- Double Dealer
- Saber Tiger
- Hajime Mizoguchi
- Tate Kakako
- Concerto Moon
- Ono Ayako
- Seira Kagami
- Yuji Ohno
- Junko Okashi

## Artistas musicales
- Carlos Toshiki (1986 Omega Tribe)
- Momoko Sakura
- Jyunji Takada
- Aya Hisakawa
- Yuri Shiratori
- Toshiyuki Morikawa
- Nobuyuki Hiyama
- S.E.S. (banda)
- Izumi Katou
- Momoko Kikuchi
- Shocking Lemon

## Televisión japonesa, drama y anime en DVD/Video
- Winter Sonata (NHK con licencia de KBS)
- Mirmo! (TV Tokyo)
- Elfen Lied (AT-X)
- Viewer Lab (Mainichi Broadcasting Corporation)
- Ojyajii (Tokyo Broadcasting System)
- Sekaino Shasou Kara (Tokyo Broadcasting System)
- Lupin III
- Oishinbo
- Anpanman
- Hikarito Tomoni
- Space Pirate Captain Herlock
- Mashineiyuuden Wataru
- Future GPX Cyber Formula
- Mamawa Shogaku Yonensei
- Five
- Master Kitton
- Monster
- Hajime no Ippo
- Death Note
- NANA
- Tenchi Muyō! (y Tenchi Muyo! en OVA de la televisión japonesa)
- Berserk
- Densaitakeshino Genkigaderu Television
- Psycho Doctor
- Night Horse Vital (por Yomiuri Telecasting Corporation)
- Stairway to Heaven (por Yomiuri TV)
- Minute of Forever (por Yomiuri TV)
- PS Son's Hope (por Yomiuri TV)
- Cold Monday (por Yomiuri TV)
- Legend of Madam (por Yomiuri TV)
- Waltz of Dog
- Saint Seiya Lost Canvas
- Ore Monogatari
- Gokukoku no Brynhildr

## Miembros
- Mitsubishi
- Nippon Television Network
- Akita Broadcasting System
- Sapporo Television Broadcasting
- Yamagata Broadcasting Company Limited
- Miyagi Media Television
- Yamanashi Broadcasting System
- Chukyo TV Broadcasting
- Kita Nippon Broadcasting
- Fukui Broadcasting Corporation
- Yomiuri Telecasting Corporation
- Hiroshima Telecasting Co., Ltd.
- Yamaguchi Broadcasting Company Limited
- Fukuoka Broadcasting System
- JRT Shikoku Broadcasting Corporation
- Nishinippon Broadcasting Co., Ltd.
- Nankai Broadcasting Co., Ltd.
- RKC Kouchi Broadcasting Corporation
- RAB Aomori Broadcasting Corporation